# Манипуляция (фокусы)

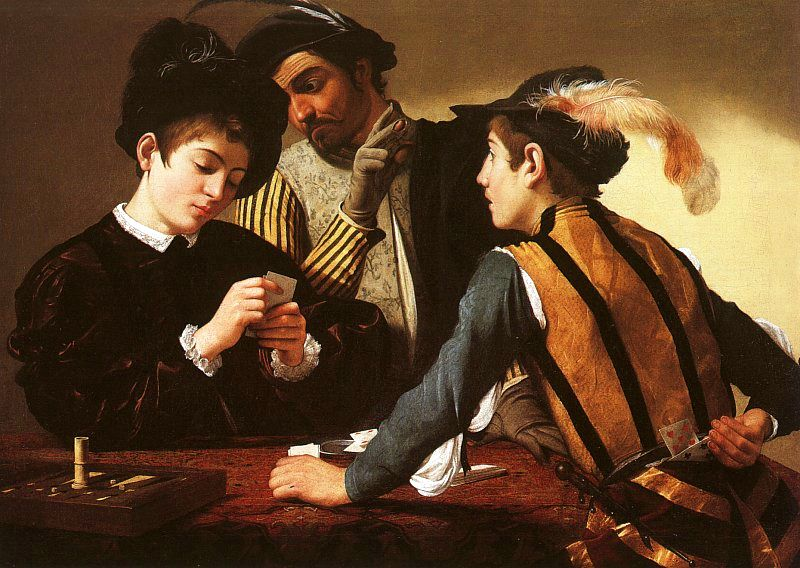
Карточный шулер, использующий ловкость рук, чтобы выиграть партию в карты.

Манипуля́ция (от фр. main — рука; может применяться синоним престидижита́ция от фр. preste — быстрые и лат. digitus — палец) — разновидность иллюзионного жанра, которая противопоставляется иллюзии. Если в иллюзии эффект достигается за счёт специальной хитроумной аппаратуры, то в манипуляции — за счёт мелкой моторики и ловкости рук.
Среди первопроходцев в манипуляции называют Дана и Дейва, Рикки Джея, Дерека дель Гаудио, Дэвида Копперфильда, Янна Фриша, Норберта Ферре, Дая Вернона, Кардини и Тони Слидини.

## Описание
В отличие от иллюзии, при манипуляции фокус исполняется не за счёт технических устройств, а за счёт ловкости рук. Ловкость рук предполагает с одной стороны развитие пластичности рук, а с другой — овладение определёнными навыками работы с предметами. Некоторые манипуляционные трюки не требуют развития пластичности рук, а сводятся лишь к выработке навыков. Наиболее сложные виды манипуляции (например, сценическую манипуляцию с картами) без достижения определённого уровня пластичности рук выполнить невозможно.
Чаще всего манипулятор работает с самыми обычными предметами, которые не содержат каких-либо секретов.
При манипуляции, впрочем, как и при исполнении любых других фокусов, большую роль играют так называемые «отвлекающие моменты». Это способ отвлечь внимание зрителя от какого-либо действия фокусника, которое должно остаться незамеченным, иначе секрет фокуса окажется раскрытым. Среди основных отвлекающих моментов можно назвать: взмах руки, поворот корпуса, указание на какой-либо предмет, поворот головы, пристальный взгляд, «игра глаз», ложные движения «волшебной палочкой» и др. Все отвлекающие моменты перечислить невозможно, каждый фокусник придумывает свои приемы отвлечения зрителя.
При манипуляции часто используют несложные приспособления типа потайных карманов или креплений для небольших предметов, спрятанных в костюме фокусника.
Манипуляция требует от артиста постоянной работы по поддержанию пластичности рук в должном состоянии. Ежедневно для поддержания требуемой формы рук манипулятор должен тратить не менее 1 часа. Наиболее известный советский манипулятор Арутюн Акопян неоднократно заявлял, что ежедневно тратит несколько часов на поддержание формы рук.
Помимо манипуляции как разновидности фокусов существует ещё и декоративное манипулирование (флориши). Самыми распространёнными являются кручение монетки по фалангам пальцев и кручение шарика вокруг пальцев, а также есть вариация с кручением наперстка.

## Виды манипуляций
Наиболее распространённые виды манипуляций:
- Манипуляции с монетами — часть иллюзионизма, использующая ловкость рук и отвлечение внимания для проведения трюков с монетами. Эти процедуры требуют значительной практики перед зеркалом и перед людьми. Основные приёмы: ложное взятие, ложное перекладывание, пальмирование (удерживание монеты в руке в тайне от зрителя).
- Манипуляции с шариками — часть иллюзионизма, использующая ловкость рук для проведения трюков с шариками (поролоновыми, пластиковыми или стеклянными).
- Манипуляции с картами — часть иллюзионизма, использующая ловкость рук для проведения трюков с игральными картами. Манипуляции с игральными картами построены на использовании приёмов, позволяющих отвлечь внимание зрителей и практически не дающих возможности обнаружить обман ловкости рук. Эти процедуры требуют детальной проработки и значительной практики, основные из которых: флориш (по сути жонглирование картами), выступ (небольшой сдвиг карт, позволяющий отметить определённое место в колоде), брейк, фальшивое снятие, фальшивое тасование, палмирование, вольт, подъём (извлечение одной или нескольких карт из колоды), смена[4], подсматривание карты[5].
- Манипуляции с волшебными палочками
- Манипуляции с напёрстками
- Манипуляции с письменными принадлежностями — форма контактного манипулирования, которая представляет собой манипуляцию инструментом для письма или подобными предметами одной или двумя руками. Для изменения характеристик снаряды модифицируют с помощью частей других ручек, карандашей, маркеров.
- Манипуляции CD дисками
- Манипуляции с зонтиками

## Термины манипуляции
- Палмирование — умение скрыто держать в руке какой-либо предмет (монету, шарик, карту).
- Форсирование — прием (манипуляция) как бы «заставляет» зрителя выбрать ту карту, которую вам нужно. А зрителю кажется, что он её сам выбрал.
- Пассировка (от фр. passage — переход, переправа) — создание у зрителя впечатления перехода предмета из одной руки в другую, хотя на самом деле он остается по-прежнему в той же руке.
- Шанжировка (от фр. change — менять, подменять) или Сменка — подмена предмета в руках иллюзиониста при помощи пассировок.
- Вольт (или транспозиция, или пасс, или шифт) — при манипуляции с игральными картами — незаметное для зрителя изменение взаимного положения верхней и нижней частей карточной колоды. Существуют вольты для одной или для двух рук.
- Престидижита́тор[6] (фр. prestidigitateur, от фр. preste — быстрый и лат. digitus — палец) — в цирке, на эстраде, фокусник, использующий силу, ловкость, гибкость пальцев и особенно запястий рук. Оперирует мелкими вещами (картами, шариками, монетами, платками, лентами и др.), появляющимися и исчезающими у него в руках. Название «престидижитатор» употреблялось главным образом в старом цирке, ныне престидижитаторов называют манипуляторами.